# Doña Santos
Doña Santos és una entitat de població del municipi de Arauzo de Miel, situat al sud-oest de la província de Burgos, en la comunitat de Castella i Lleó. En l'actualitat té 46 habitants segons l'Institut Nacional d'Estadística (2010).
Encara que és tan petit té tres festes repartides durant l'any, Sant Joan al juny, a l'octubre i la més multitudinària a l'agost.
Destaquem les dues tradicions més arrelades, en primer lloc la talla del maig, en què tot el poble se’n va a la muntanya a tallar llenya i dos pins, un dels quals es col·loca a la plaça del poble i es realitza dinar popular i en segon lloc la nit del 28 al 29 de febrer tot el poble canta a les Marzas.